# José Glaría
José Glaría Jordán (Villafranca, Navarra, España, 21 de julio de 1929-27 de julio de 2006), conocido como Glaría I, fue un futbolista español que jugaba de centrocampista. Era hermano de los también exfutbolistas Francisco Glaría, Jaime Javier Glaría y Jesús Glaría.

## Clubes
| Club                      | País   | Año       |
| ------------------------- | ------ | --------- |
| C. A. Osasuna             | España | 1947-1948 |
| C. D. Tudelano            | España | 1948-1950 |
| Club Atlético de Zaragoza | España | 1950-1951 |
| Real Zaragoza             | España | 1951      |
| C. D. Logroñés            | España | 1951-1953 |
| Real Gijón                | España | 1953-1955 |
| C. A. Osasuna             | España | 1955-1958 |
| C. A. Almería             | España | 1958-1960 |